# Centenário do Sul (kommun)
Centenário do Sul är en kommun i Brasilien.   Den ligger i delstaten Paraná, i den södra delen av landet, 900 km söder om huvudstaden Brasília. Antalet invånare är 11 178.
Följande samhällen finns i Centenário do Sul:
- Centenário do Sul

Omgivningarna runt Centenário do Sul är en mosaik av jordbruksmark och naturlig växtlighet. Runt Centenário do Sul är det ganska glesbefolkat, med 50 invånare per kvadratkilometer.